# Tossal de Comacalda
El Tossal de Comacalda és una muntanya de 665 metres que es troba al municipi de la Ribera d'Ondara, a la comarca catalana de la Segarra.